# Silnice 293 (Izrael)
Silnice 293 (hebrejsky כביש 293‎, Kviš 293) je regionální silnice spojující silnici 25 na křižovatce ha-Gadi u města Netivot s dálnicí 6 a silnicí 40 na křižovatce Kama u kibucu Bejt Kama. Její délka je 18,5 km.

## Historie
Silnice byla v roce 2015 prodloužena o kilometr na východ. V roce 2017 se izraelské ministerstvo dopravy rozhodlo rozvíjet silnice v Negevu, přičemž jedním z bodů bylo přeměnit silnice 293 na moderní čtyřproudovou silnici. Za tímto účelem bylo v letech 2017 až 2018 vyčleněno 50 milionů šekelů na rozšíření silnice a dalších 50 milionů šekelů na zlepšení křižovatek.

## Trasa silnice
| Kilometr                          | Název                           | Značení | Lokalita      | Křížení                      |
| --------------------------------- | ------------------------------- | ------- | ------------- | ---------------------------- |
| Silnice 293 (od západu na východ) |                                 |         |               |                              |
| 0                                 | křižovatka ha-Gadi              |         | Netivot       | silnice 25                   |
| 0,4                               | křižovatka bez názvu            |         | Bejt ha-Gadi  | vjezd do Bejt ha-Gadi        |
| 0,6                               | křižovatka bez názvu            |         | Netivot       |                              |
| 4                                 | křižovatka Talmej Bilu          |         | Talmej Bilu   | vjezd do Talmej Bilu a Zru'i |
| 5,5                               | křižovatka Nir Moše / Nir Akiva |         | Mabu'im       | silnice 2932                 |
| 6                                 | křižovatka Mabu'im              |         | Mabu'im       | vjezd do Mabu'im             |
| 8                                 | křižovatka Ešbol                |         | Ešbol         | vjezd do Ešbol               |
| 9                                 | křižovatka Klachim              |         | Klachim       | vjezd do Klachim             |
| 10                                | křižovatka Pa'amej Tašaz        |         | Pa'amej Tašaz | vjezd do Pa'amej Tašaz       |
| 12                                | křižovatka bez názvu            |         | Sde Cvi       | vjezd do Sde Cvi             |
| 14                                | křižovatka Sde Cvi              |         | Sde Cvi       | silnice 334                  |
| 17,5                              | křižovatka Kama                 |         | Bejt Kama     | silnice 264                  |
| 18,5                              | mimoúrovňová křižovatka Kama    |         | Bejt Kama     | dálnice 6 silnice 40         |